# Dariusz Oczkowicz
Dariusz Oczkowicz (ur. 24 listopada 1981) – polski koszykarz występujący na pozycji rozgrywającego, obecnie zawodnik MKS Gorlice.

## Osiągnięcia
Drużynowe
- Awans do:
  - PLK (2016)
  - I ligi (2008, 2011)

Indywidualne
- MVP I ligi (2016)
- Zaliczony do I składu I ligi (2014–2016)
- Uczestnik meczu gwiazd I ligi (2010)